# Kaupanger stavkirke
Kościół klepkowy w Kaupanger (Kaupanger stavkirke) – kościół klepkowy (słupowy), znajdujący się w norweskiej miejscowości Kaupanger, w gminie Sogndal, w regionie Sogn og Fjordane. Jest jednym z największych kościołów w regionie.
Nawa główna opiera się na 22 słupach, zaś prezbiterium jest oparte na czterech słupach wolnostojących. W sumie na konstrukcję świątyni składa się najwięcej słupów spośród wszystkich kościołów klepkowych Norwegii.
Kościół został wybudowany w 1190 roku na ruinach dwóch wczęsniejszych kościołów drewnianych. Drugi z nich spłonął prawdopodobnie w 1184 roku, gdy Sverre Sigurdsson kazał spalić handlowe miasto Kaupanger w celu ukarania jego mieszkańców za nieposłuszeństwo. Pomimo licznych prac restauracyjnych średniowieczna konstrukcja kościoła zachowała się do dziś. Ambona, ołtarz główny, chrzcielnica oraz bogato rzeźbione płyty nagrobne pochodzą z XVII wieku. W tym czasie dach oraz nawa zostały przebudowane. W czasie prac restauracyjnych w XX wieku ścienna polichromia przedstawiająca pnącza i winorośle została odnowiona. Domalowano również nowe motywy. 

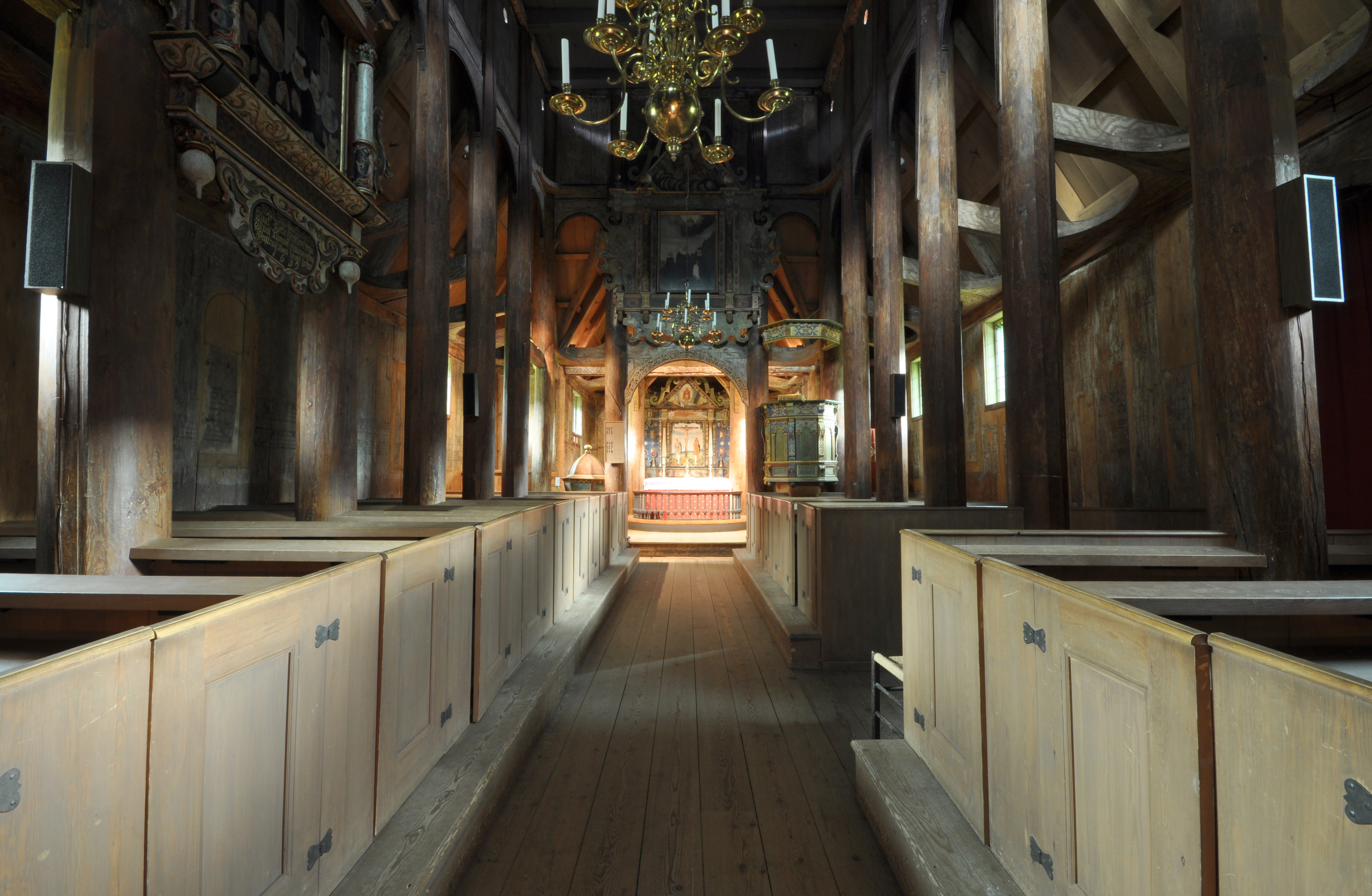
Wnętrze kościoła
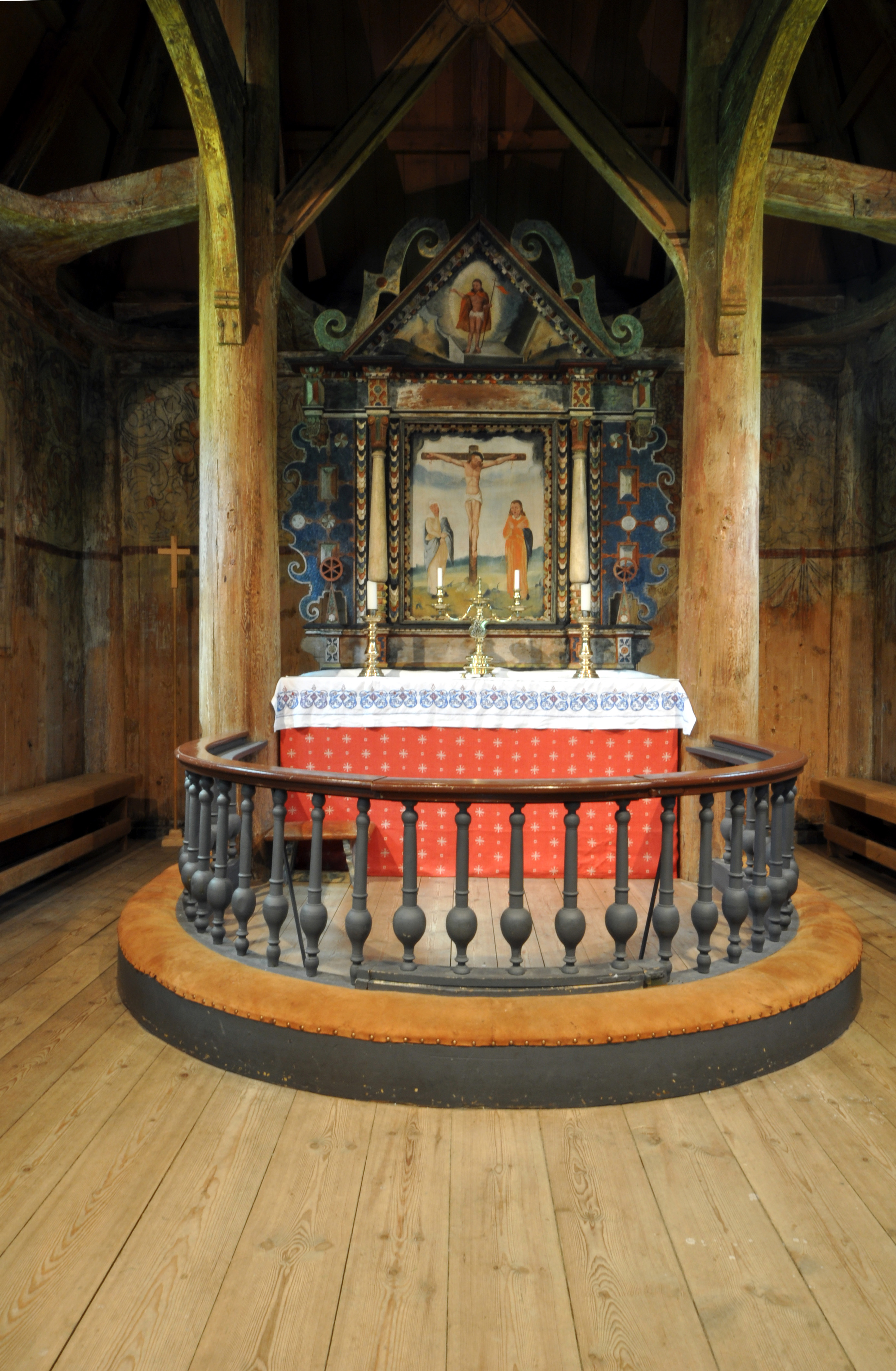
Ołtarz główny
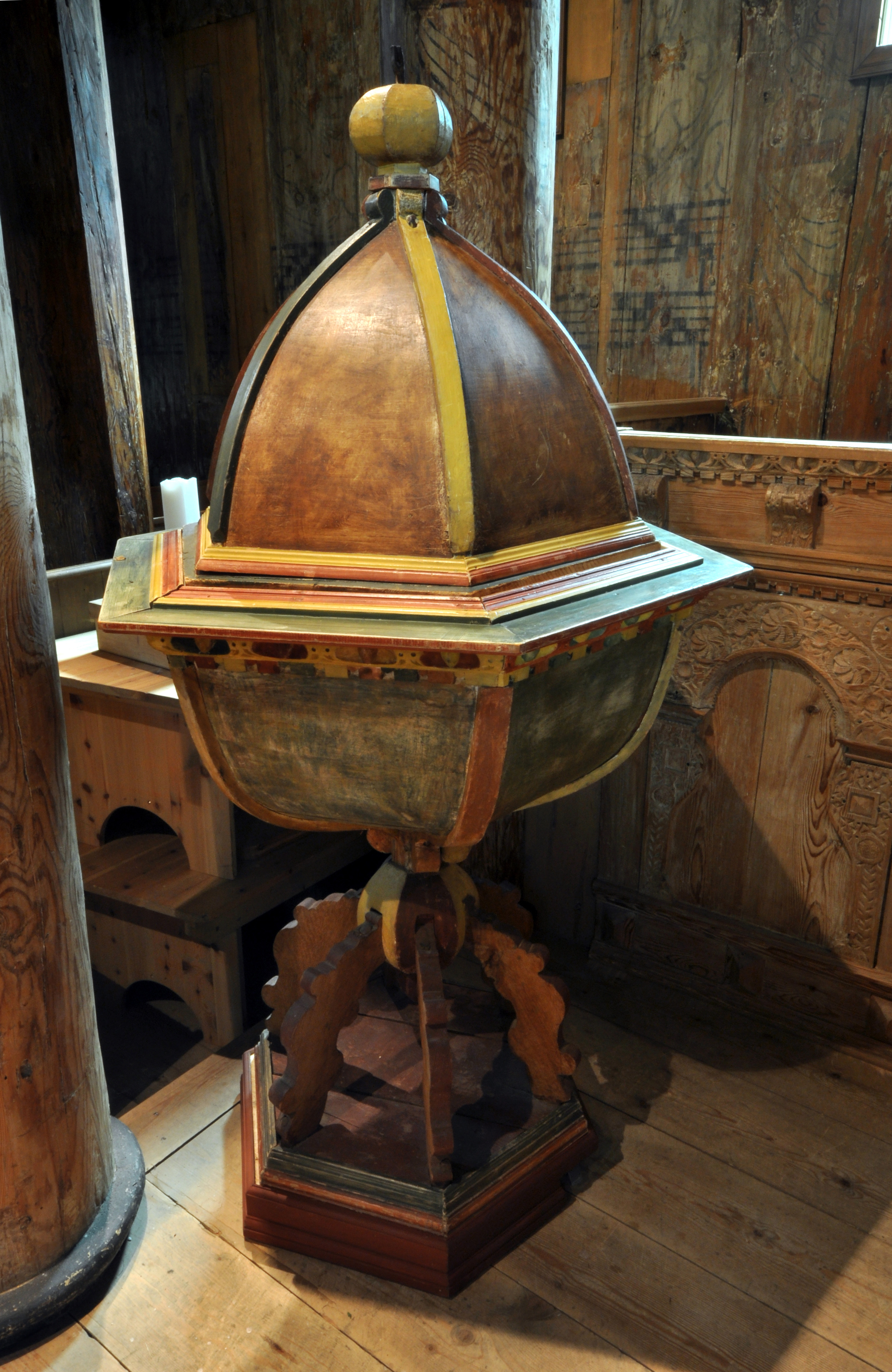
Chrzcielnica